# 過海隧道巴士682線
過海隧道巴士682線是香港一條由城巴獨營的日間過海巴士路線，來往馬鞍山（烏溪沙站）及柴灣（東），途經沙田區錦英苑、馬鞍山市中心、耀安邨、亞公角及石門，取道大老山隧道、觀塘繞道及東區海底隧道特快往返港島東區鰂魚涌、太古城、西灣河、筲箕灣及小西灣。為突顯此路線繞經小西灣，往柴灣方向的巴士電牌會顯示「小西灣」，而非「柴灣」。
682線其後亦設有多個分支，包括下列：
1. 682A線於上午由馬鞍山市中心開往柴灣（東），下午由柴灣（東）開往泥涌，服務主線不途經的十四鄉、欣安邨及錦泰苑一帶。
2. 682B線來往沙田（水泉澳邨）及柴灣（東），途經沙田圍、沙田第一城、愉翠苑及廣源邨。
3. 682P線於上午單向由馬鞍山（烏溪沙站）單向前往柴灣（東），途經耀安邨後直接取道大老山公路往大老山隧道，不經亞公角及石門，為馬鞍山乘客提供特快前往港島東區的服務。
4. 982C線於星期一至五上午繁忙時間由碩門邨單向前往西灣河（太康街），是682D線更改編號而成，途經沙田第一城、富豪花園及沙田圍後，取道青沙公路、西區海底隧道及中環及灣仔繞道，前往港島區之北角及鰂魚涌。
5. 988線來往泥涌及柴灣（東），是682X線更改編號而成，途經落禾沙、烏溪沙站、利安邨及新港城，取道青沙公路、西區海底隧道及中環及灣仔繞道特快往返港島東區。

682A及988線只於平日上午及下午繁忙時間服務；682P及982C線只於平日早上繁忙時間服務；682B只於平日上午及下午至晚上時段服務。

## 歷史
本路線早於《1998-1999年度巴士路線發展計劃》由九巴建議開辦，當時的建議是以晨早特別路線運作，袛於早上由馬鞍山（利安）開出兩班前往小西灣，擬於1998年5月投入服務，當時走線與最終於2000年由新巴投得的版本相約。但當局最終決定將此路線作公開招標，邀請專營巴士公司入標競投，最後由新巴投得。
- 2000年3月24日：新巴宣佈投得682線之經營權[3]。
- 2000年3月31日：682線投入服務，祇於平日06:30-08:30由利安開出及17:00-19:00由柴灣（東）開出。
- 2000年6月26日：682線延長服務至每天全日服務。
- 2003年12月1日：輔助線682P投入服務，取道大老山公路，不經富安花園、亞公角街、濱景花園及小瀝源路，只開平日07:40一班。
- 2008年8月18日：682P增加一班07:55班次。
- 2010年10月10日：682及682P線往柴灣（東）方向時，在駛至小西灣前改為直走柴灣道，無需重覆繞經柴灣（東）總站及安業街工業區，以節省行車時間。
- 2012年7月9日：682P增加一班07:30班次。
- 2013年11月11日：輔助線682A投入服務，途經欣安邨及錦泰苑一帶前往小西灣邨，只開平日07:20、07:40兩班。[4]
- 2014年1月20日：輔助線682B投入服務，途經沙田圍、沙田第一城、愉翠苑、廣源邨，只開平日07:30一班。此外，輔助線682P增加一班07:20特別班次，由烏溪沙站開出，經利安邨、富寶花園後沿682P原線前往柴灣（東）[5]
- 2014年11月2日：682線馬鞍山區總站延長至馬鞍山（烏溪沙站），唯平日早上繁忙時間仍以馬鞍山（利安邨）作總站。[6]
- 2014年11月24日：輔助線682C投入服務，以取代香港居民巴士NR89線，逢星期一至五（公眾假期除外）上午由沙田第一城開出4班往北角（港運城），黃昏由北角碼頭開出兩班往沙田第一城，途經鰂魚涌、太古及西灣河；同時682B線班次增加至2班。[7]
- 2015年8月31日：682A及682B線增設回程服務。因應小西灣段客量偏低，兩線及682P線駛至柴灣道後改為直接往柴灣（東）總站，不再途經小西灣。
  - 682A回程班次於《2015-2016年度巴士路線計劃》中原建議由682P線提供，經沙田區議會交通及運輸委員會商議後，改為納入此路線。[8]
- 2017年2月27日：682系列作出以下改動:[9]

1. 682線除星期一至六07:15-08:20往港島方向仍由利安邨開出外，所有班次皆以烏溪沙站為總站；
2. 682A線下午班次終點站由烏溪沙站延長至馬鞍山（泥涌）；
3. 682B線改經插桅杆街直接轉入牛皮沙街，不經沙田第一城的一段銀城街及小瀝源路；
4. 682P線增設一班由馬鞍山（泥涌）開出的特別班次。

- 2017年8月21日：682線從早上繁忙時間由利安開出的班次抽調2班車途經頌安、欣安及錦泰一帶，並調整利安特別班次開出時間；同日起682B線加強服務，上午往柴灣班次尾班車延至10:15開出，新增班次恢復繞經沙田第一城，下午回程往沙田班次尾班車延長至22:10開出。[10]
- 2018年1月15日：增設實時抵站時間查詢服務[11]。
- 2019年2月25日：輔助線682D線開辦，經富豪花園及沙田圍，只開平日07:35一班[12]。
- 2021年5月10日：988線投入服務，取代682X線原有下午服務，經中環及灣仔繞道、西區海底隧道及青沙公路前往泥涌。[13][14]
- 2021年9月6日：988線新增至兩班車；加停西區海底隧道收費廣場，並增設分段收費。[15]
- 2022年5月3日：682C及682D作出以下調動 ：[16][17]
  - 682D線取消服務，由當日開辦的輔助線982C線取代。由於受新型冠狀病毒肺炎事件影響暫停服務，因此682D線實際已於2022年2月25日停止服務。
  - 682C線早上班次減08:05班次並取消下午回程班次。
- 2022年5月30日：682、682A及682B作出以下調動 ：[18]
  - 682線由利安往柴灣（東）（經寧泰路）星期一至五的特別班次取消，由682A於星期一至五增加上午08:00及08:20由馬鞍山市中心往柴灣（東）的班次取代。
  - 682線由利安往柴灣（東）（經恆康街）的特別班次調整為星期一至五早上07:23、07:33、07:44、07:56及08:08，星期六的服務則維持不變。
  - 682B線由柴灣(東)往水泉澳的班次改經介乎火炭路及沙田圍路的一段大涌橋路，並取消「沙田圍新村」巴士站，增設「富豪花園」、「麗豪酒店」及「田園閣」巴士站。
- 2023年1月3日：682、682P及988線作出以下調動 ：[19]
  - 682線由利安往柴灣（東）的特別班次改經近雅景臺的一段馬鞍山路，不經馬鞍山市中心及恆康街，同時更改服務時間為星期一至五07:28、07:43、07:58及08:13。
  - 682P線改為只於星期一至五提供三班由烏溪沙站開出，途經近富寶花園一段西沙路之班次，開出時間為07:20、07:35及08:00，其餘班次取消。
  - 988線增設上午去程班次，加經錦英路一帶並增設中途站。
- 2023年7月1日：因應新巴城巴合併，本線改由城巴經營。
- 2024年8月19日：682C線取消服務，由982C線新增07:54由碩門邨開出之班次取代。[20]

## 服務時間及班次
682
| 烏溪沙站／利安邨開 | 烏溪沙站／利安邨開 | 烏溪沙站／利安邨開 | 柴灣（東）開     | 柴灣（東）開 | 柴灣（東）開 |
| 日期               | 服務時間           | 班次（分鐘）       | 日期             | 服務時間     | 班次（分鐘） |
| ------------------ | ------------------ | ------------------ | ---------------- | ------------ | ------------ |
| 星期一至五         | 05:55-06:40        | 15                 | 星期一至五       | 05:40-15:00  | 20           |
| 星期一至五         | 06:40-07:10        | 10                 | 星期一至五       | 15:00-16:00  | 15           |
| 星期一至五         | 07:28、07:43       | 07:28、07:43       | 星期一至五       | 16:00-16:29  | 14-15        |
| 星期一至五         | 07:58、08:13       | 07:58、08:13       | 星期一至五       | 16:29-17:53  | 12           |
| 星期一至五         | 08:25-09:30        | 12-15              | 星期一至五       | 17:53-18:06  | 13           |
| 星期一至五         | 09:30-17:30        | 20                 | 星期一至五       | 18:06-19:30  | 14           |
| 星期一至五         | 17:30-19:00        | 15                 | 星期一至五       | 19:30-20:00  | 15           |
| 星期一至五         | 19:00-22:00        | 20                 | 星期一至五       | 20:00-21:00  | 20           |
| 星期一至五         | 22:00-23:40        | 25                 | 星期一至五       | 21:00-22:00  | 15           |
|                    |                    |                    | 星期一至五       | 22:00-23:00  | 20           |
| 23:00-23:50        | 25                 |                    | 星期一至五       |              |              |
| 星期六             | 05:55-08:00        | 20-22              | 星期六           | 05:40-13:00  | 20           |
| 星期六             | 08:00-09:00        | 15                 | 星期六           | 13:00-14:00  | 15           |
| 星期六             | 09:00-10:00        | 20                 | 星期六           | 14:00-15:00  | 20           |
| 星期六             | 10:00-14:00        | 15                 | 星期六           | 15:00-16:00  | 15           |
| 星期六             | 14:00-16:00        | 20                 | 星期六           | 16:00-17:00  | 12           |
| 星期六             | 16:00-17:00        | 15                 | 星期六           | 17:00-19:00  | 15           |
| 星期六             | 17:00-21:00        | 20                 | 星期六           | 19:00-20:20  | 20           |
| 星期六             | 21:00-21:45        | 15                 | 星期六           | 20:20-21:50  | 15           |
| 星期六             | 21:45-22:25        | 20                 | 星期六           | 21:50-23:50  | 20           |
| 星期六             | 22:25-23:40        | 25                 |                  |              |              |
| 星期日及公眾假期   | 05:55-07:30        | 20-25              | 星期日及公眾假期 | 05:40-07:20  | 25           |
| 星期日及公眾假期   | 07:30-09:00        | 15                 | 星期日及公眾假期 | 07:20-09:00  | 20           |
| 星期日及公眾假期   | 09:00-11:00        | 12                 | 星期日及公眾假期 | 09:00-16:30  | 15           |
| 星期日及公眾假期   | 11:00-12:00        | 15                 | 星期日及公眾假期 | 16:30-18:45  | 12-14        |
| 星期日及公眾假期   | 12:00-13:00        | 12                 | 星期日及公眾假期 | 18:45-22:15  | 15           |
| 星期日及公眾假期   | 13:00-21:30        | 15                 | 星期日及公眾假期 | 22:15-22:35  | 20           |
| 星期日及公眾假期   | 21:30-22:50        | 20                 | 星期日及公眾假期 | 22:35-23:50  | 25           |
| 星期日及公眾假期   | 22:50-23:40        | 25                 |                  |              |              |

淺藍字班次由利安開出，不經馬鞍山市中心及恆康街。
682A
- 星期一至五：
  - 馬鞍山市中心開：07:10、07:25、07:40、08:00、08:20
  - 柴灣（東）開：18:00、18:20

682B
| 沙田（水泉澳邨）開 | 沙田（水泉澳邨）開  | 沙田（水泉澳邨）開  | 柴灣（東）開 | 柴灣（東）開 | 柴灣（東）開 |
| 日期               | 服務時間            | 班次（分鐘）        | 日期         | 服務時間     | 班次（分鐘） |
| ------------------ | ------------------- | ------------------- | ------------ | ------------ | ------------ |
| 星期一至五         | 06:00-07:00         | 20                  | 星期一至五   | 16:50-17:50  | 20           |
| 星期一至五         | 07:20、07:35、07:55 | 07:20、07:35、07:55 | 星期一至五   | 17:50-21:10  | 25           |
| 星期一至五         | 08:15-10:15         | 20                  | 星期一至五   | 21:10-22:10  | 30           |

綠字班次將不會繞經沙田第一城一帶，改行經插桅杆街及停「第一城站」分站。
682P
- 星期一至五：
  - 烏溪沙站開：07:20、07:35、08:00

982C
- 星期一至五：
  - 碩門邨開：07:30、07:54

988
- 星期一至五：
  - 泥涌開：07:20、07:32、07:44、07:56、08:08
  - 柴灣（東）開：17:40、18:00

682A、682B、682P、982C及988線逢星期六、日及公眾假期不設服務

## 收費
| 路線 | 全程收費 | 分段收費 |
| ---- | -------- | --- |
| 682  | $24.4    | - 小瀝源路草地滾球場往柴灣（東）：$20.8 - 東區海底隧道巴士轉乘站往柴灣（東）／烏溪沙站：$12.9 - 健康村往柴灣（東）／大老山隧道巴士轉乘站往烏溪沙站：$7.7 - 富安花園往烏溪沙站：$6.8 - 太安樓往柴灣（東）：$6.1                                       |
| 682A | $24.4    | - 大老山隧道巴士轉乘站往柴灣（東）：$20.8 - 東區海底隧道巴士轉乘站往柴灣（東）／泥涌：$12.9 - 健康村往柴灣（東）／大老山隧道巴士轉乘站往泥涌：$7.7 - 富安花園往泥涌：$6.8 - 太安樓往柴灣（東）：$6.1                                                 |
| 682B | $24.4    | - 小瀝源路遊樂場（只適用於經沙田第一城班次）／ 第一城站（只適用於不經沙田第一城班次）往柴灣（東）：$20.8 - 東區海底隧道巴士轉乘站往柴灣（東）／水泉澳邨：$12.9 - 健康村往柴灣（東）／大老山隧道巴士轉乘站往水泉澳邨：$7.7 - 太安樓往柴灣（東）：$6.1 |
| 682P | $24.4    | - 大老山隧道巴士轉乘站往柴灣（東）：$20.8 - 東區海底隧道巴士轉乘站往柴灣（東）：$12.9 - 健康村往柴灣（東）：$7.7 - 太安樓往柴灣（東）：$6.1 |
| 982C | $24.4    | - 西區海底隧道往西灣河：$13.1 - 北角消防局往西灣河：$7.7 |
| 988  | $27.3    | - 西區海底隧道巴士轉乘站往柴灣 (東)：$21.2 - 西區海底隧道巴士轉乘站往泥涌：$20.8 - 北角消防局往柴灣（東）：$7.7 - 太安樓往柴灣（東）：$6.1 - 耀安邨耀遜樓往泥涌：$7.7                                                                                |

| - 本線設有12歲以下小童及65歲或以上長者半價優惠。 - 65歲或以上香港居民使用「樂悠咭」，以及12歲以下合資格殘疾兒童使用「殘疾人士身份」個人八達通繳付車資，均可享有每程$2.0或半價（以較低者為準）的票價優惠；12至64歲合資格殘疾人士使用「殘疾人士身份」個人八達通（包括「樂悠咭」），以及60至64歲香港居民使用「樂悠咭」繳付車資，均可享有每程$2.0或全費（以較低者為準）的票價優惠。 - 65歲或以上長者如使用長者或一般個人八達通繳付車資，則只可享有半價優惠；12至64歲合資格殘疾人士如不使用「殘疾人士身份」個人八達通，以及60至64歲人士如不使用「樂悠咭」繳付車資，必須繳付全費。 - 乘客可以現金或八達通於上車時付款，不設找續。 - 每位成人乘客可免費攜帶最多兩名4歲以下而不佔座位的兒童乘客乘車，超額之4歲以下小童必須繳付小童車費乘車。 - 九龍巴士、城巴及龍運巴士全職員工及家屬（不包括外判職員）可免費乘搭本路線，惟必須拍職員或職員家屬八達通。 - 乘客亦可使用AlipayHK「易乘碼」、支付寶、 WeChatHK／微信支付「搭車碼」、銀聯雲閃付「乘車碼」及BOC Pay「乘車碼」、具有感應式支付功能的VISA、Mastercard及銀聯卡，以及Apple Pay、Google Pay及Samsung Pay流動支付平台繳付車資。使用此支付方式的乘客可享有中途下車之分段收費，以及與其他城巴獨營路線或聯營線城巴班次之轉乘優惠，惟不適用於與非城巴路線之轉乘優惠。使用此支付方式的乘客亦不能享有「公共交通費用補貼計劃」及「長者及合資格殘疾人士公共交通票價優惠計劃」。 |

### 八達通轉乘優惠
乘客登上本線後指定時間內以同一張八達通卡轉乘以下路線，或從以下路線登車後指定時間內以同一張八達通卡轉乘本線，次程可獲車資折扣優惠：
使用八達通卡乘搭此路線往港島方向之乘客，若於登車後150分鐘內在東區海底隧道巴士轉乘站以同一張八達通卡轉乘下列路線往港島，第二程成人票價可減收$5.0，小童／長者票價減收$2.5：
| 東隧轉乘優惠計劃路線列表 | 東隧轉乘優惠計劃路線列表 | 東隧轉乘優惠計劃路線列表 | 東隧轉乘優惠計劃路線列表 |
| 巴士公司                 | 轉乘路線                 | 出發地                   | 目的地                   |
| ------------------------ | ------------------------ | ------------------------ | ------------------------ |
| 城巴、九巴               | 302                      | 慈雲山（北）             | 上環                     |
| 城巴、九巴               | 302A                     | 慈雲山（北）             | 北角（健康村）           |
| 城巴、九巴               | 307                      | 大埔中心                 | 中環碼頭                 |
| 城巴、九巴               | 307A                     | 大埔頭                   | 上環                     |
| 城巴、九巴               | 307P                     | 大埔（汀太路）           | 天后站                   |
| 九巴                     | 373                      | 聯和墟                   | 中環（香港站）           |
| 城巴、九巴               | 601                      | 寶達                     | 金鐘（東）               |
| 城巴、九巴               | 601P                     | 寶達                     | 上環                     |
| 九巴                     | 603                      | 平田                     | 中環碼頭                 |
| 九巴                     | 603A                     | 平田                     | 中環                     |
| 九巴                     | 603S                     | 平田                     | 中環                     |
| 城巴、九巴               | 606                      | 彩雲（豐盛街）           | 小西灣（藍灣半島）       |
| 城巴、九巴               | 606A                     | 彩雲（豐盛街）           | 耀東邨                   |
| 城巴、九巴               | 606X                     | 九龍灣                   | 小西灣（藍灣半島）       |
| 城巴                     | 608                      | 九龍城（盛德街）         | 筲箕灣                   |
| 九巴                     | 613                      | 安泰（西）               | 筲箕灣                   |
| 九巴                     | 613A                     | 安泰（西）               | 杏花邨                   |
| 城巴、九巴               | 619                      | 順利                     | 中環（港澳碼頭）         |
| 城巴、九巴               | 619P                     | 順利                     | 中環（港澳碼頭）         |
| 城巴、九巴               | 641                      | 啟業                     | 中環（港澳碼頭）         |
| 城巴、九巴               | 671                      | 鑽石山站                 | 鴨脷洲（利樂街）         |
| 九巴                     | 673                      | 上水                     | 中環（香港站）           |
| 九巴                     | 673A                     | 上水                     | 中環（林士街）           |
| 九巴                     | 673P                     | 上水                     | 中環（林士街）           |
| 城巴、九巴               | 678                      | 上水                     | 銅鑼灣（東院道）         |
| 城巴、九巴               | 680                      | 利安                     | 金鐘（東）               |
| 城巴、九巴               | 680B                     | 富安花園                 | 金鐘（東）               |
| 城巴、九巴               | 680P                     | 烏溪沙站                 | 金鐘（東）               |
| 城巴、九巴               | 680X                     | 烏溪沙站                 | 中環（港澳碼頭）         |
| 城巴、九巴               | 681                      | 馬鞍山市中心             | 中環（香港站）           |
| 城巴、九巴               | 681P                     | 耀安                     | 上環                     |
| 城巴                     | 682                      | 烏溪沙站                 | 柴灣（東）               |
| 城巴                     | 682A                     | 馬鞍山市中心             | 柴灣（東）               |
| 城巴                     | 682B                     | 沙田（水泉澳邨）         | 柴灣（東）               |
| 城巴                     | 682P                     | 烏溪沙站                 | 柴灣（東）               |
| 城巴、九巴               | 690                      | 康盛花園                 | 中環（交易廣場）         |
| 城巴、九巴               | 690P                     | 康盛花園                 | 中環（交易廣場）         |
| 城巴                     | 694                      | 調景嶺站                 | 小西灣邨                 |

682系←→9、14，次程可獲$1.5折扣優惠，轉乘時限為120分鐘，優惠祇適用於在東區海底隧道之前登上682系的乘客
- 682系往港島 → 9往石澳或14往赤柱
- 9往筲箕灣或14往嘉亨灣 → 682往馬鞍山

682←→798，轉乘時限為120分鐘
- 682系往柴灣 → 798往調景嶺站，次程車資全免，優惠祇適用於在大老山隧道或之前登上路線682系的乘客
- 798往調景嶺站 → 682系往柴灣，次程可獲$7.3折扣優惠，必須於大老山隧道進行轉乘
- 798往火炭 → 682往馬鞍山，次程可獲$3.9折扣優惠
- 682往馬鞍山 → 798往火炭，次程車資全免，優惠祇適用於在香港島登上路線682的乘客

## 用車
本線開辦初期曾派出「新里程新巴」Neoplan Centroliner行走，是馬鞍山區第一條使用該車款的路線。但這些巴士曾經在東區海底隧道內發生事故，結果便全面撤離，換入富豪超級奧林比安和丹尼士三叉戟行走。
和大部份新巴過海線一樣，本線以亞歷山大丹尼士Enviro 500 MMC12米及12.8米（56xx/57xx,61xx/62xx)、富豪B8L 12米（52xx)及亞歷山大丹尼士Enviro 500 12米（55xx）為主力，亞歷山大丹尼士Enviro 500 11.3米（40xx）則間中客串本線。
後來客串本線的角色「新里程新巴」Neoplan Centroliner已於2019年2月全數退役，在本車款退役前行走本線，成為巴士迷追捕目標。

## 行車路線
682
烏溪沙站開經：沙安街、西沙路、（利安邨通道）錦英路、馬鞍山路、西沙路、馬鞍山市中心公共運輸交匯處、西沙路、恆康街、馬鞍山路、恆德街、亞公角街、石門交匯處、大涌橋路、小瀝源路、大老山公路、大老山隧道、觀塘繞道、鯉魚門道、東區海底隧道、東區走廊、民康街、英皇道、筲箕灣道、柴灣道、小西灣道及安業街。
括號內之路段祇限由利安開出的班次駛經，不經斜體字之路段。
柴灣（東）開經：安業街、小西灣道、柴灣道、環翠道、柴灣道、筲箕灣道、康山道、英皇道、健康西街、七姊妹道、電照街、渣華道、民康街、東區走廊、東區海底隧道、鯉魚門道、觀塘繞道、大老山隧道、大老山公路、沙田圍路、小瀝源路、大涌橋路、石門交匯處、亞公角街、恆信街、恆泰路、馬鞍山路、恆康街、西沙路、馬鞍山路、錦英路、西沙路及沙安街。
682A
馬鞍山市中心開經：西沙路、恆輝街、恆耀街、恆輝街、寧泰路、保泰街、寧泰路、恆泰路、恆信街、富安花園巴士總站、恆信街、亞公角街、石門交匯處、大老山公路、大老山隧道、觀塘繞道、鯉魚門道、東區海底隧道、東區走廊、民康街、英皇道、筲箕灣道、柴灣道、新業街及安業街。
柴灣（東）開經：安業街、豐業街、常安街、柴灣道、環翠道、柴灣道、筲箕灣道、英皇道、康山道、英皇道、健康西街、七姊妹道、電照街、渣華道、民康街、東區走廊、東區海底隧道、鯉魚門道、觀塘繞道、大老山隧道、大老山公路、石門交匯處、亞公角街、恆信街、恆泰路、寧泰路、恆輝街、恆耀街、恆泰路、恆輝街、西沙路、沙安街、烏溪沙站公共運輸交匯處、沙安街及西沙路。
682B
水泉澳邨開經：多石街、博泉街、水泉坳街、沙角街、沙田圍路、銀城街、小瀝源路、插桅杆街、牛皮沙街、廣善街、小瀝源路、大老山公路、大老山隧道、觀塘繞道、鯉魚門道、東區海底隧道、東區走廊、民康街、英皇道、筲箕灣道、柴灣道、新業街及安業街。
柴灣（東）開經：安業街、豐業街、常安街、柴灣道、環翠道、柴灣道、筲箕灣道、英皇道、康山道、英皇道、健康西街、七姊妹道、電照街、渣華道、民康街、東區走廊、東區海底隧道、鯉魚門道、觀塘繞道、大老山隧道、大老山公路、沙田圍路、小瀝源路、廣善街、牛皮沙街、插桅杆街、小瀝源路、大涌橋路、沙田圍路、沙角街、水泉坳街、博泉街及多石街。
682P
經：沙安街、西沙路、馬鞍山市中心公共運輸交匯處、西沙路、恆康街、馬鞍山路、大老山公路、大老山隧道、觀塘繞道、鯉魚門道、東區海底隧道、東區走廊、民康街、英皇道、筲箕灣道、柴灣道、新業街及安業街。
982C
經：安明街、安耀街、安心街、大涌橋路、小瀝源路、銀城街、沙田第一城巴士總站、銀城街、大涌橋路、獅子山隧道公路、大埔公路、青沙公路（大圍隧道、沙田嶺隧道、尖山隧道）、荔寶路、連翔道、西九龍公路、西區海底隧道、干諾道西天橋、林士街天橋、中環及灣仔繞道、東區走廊、渣華道、英皇道、筲箕灣道及太康街。
988
泥涌開經：西沙路、馬鞍山繞道、西沙路、烏溪沙路、耀沙路、彩沙街、耀沙路、烏溪沙路、沙安街、烏溪沙站公共運輸交匯處、沙安街、西沙路、錦英路、馬鞍山路、西沙路、馬鞍山市中心公共運輸交匯處、西沙路、恆康街、馬鞍山路、大老山公路、沙瀝公路、沙田路、獅子山隧道公路、紅梅谷路、車公廟路、青沙公路（沙田嶺隧道、尖山隧道）、荔寶路、連翔道、西九龍公路、西區海底隧道、干諾道西天橋、林士街天橋、中環及灣仔繞道、東區走廊、渣華道、英皇道、筲箕灣道、柴灣道、新業街及安業街。
柴灣（東）開經：安業街、豐業街、常安街、柴灣道、東區走廊、東喜道、南安里、筲箕灣道、英皇道、康山道、英皇道、東區走廊、中環及灣仔繞道、林士街天橋、干諾道西天橋、西區海底隧道、西九龍公路、連翔道、荔寶路、青沙公路（尖山隧道、沙田嶺隧道）、車公廟路、紅梅谷路、獅子山隧道公路、沙田路、沙瀝公路、大老山公路、馬鞍山路、西沙路、沙安街、烏溪沙站公共運輸交匯處、沙安街、烏溪沙路、耀沙路、彩沙街、耀沙路、烏溪沙路及西沙路。

### 沿線車站
682
| 烏溪沙站／利安邨開 | 烏溪沙站／利安邨開     | 烏溪沙站／利安邨開         | 柴灣（東）開 | 柴灣（東）開           | 柴灣（東）開           |
| 序號               | 車站名稱               | 位置                       | 序號         | 車站名稱               | 位置                   |
| ------------------ | ---------------------- | -------------------------- | ------------ | ---------------------- | ---------------------- |
| 1*                 | 烏溪沙站               | 烏溪沙站公共運輸交匯處     | 1            | 柴灣（東）             | 柴灣（東）巴士總站     |
| 2*                 | 利安邨利榮樓           | 西沙路                     | 2            | 合明工廠大廈           | 安業街                 |
| 3*                 | 錦龍苑                 | 錦英路                     | 3            | 小西灣運動場           | 小西灣道               |
| ^                  | 利安邨                 | 利安巴士總站               | 4            | 富景花園               | 小西灣道               |
| 4                  | 錦英苑                 | 錦英路                     | 5            | 小西灣邨               | 小西灣道               |
| ^                  | 雅景臺                 | 馬鞍山路                   | 6            | 富城閣                 | 柴灣道                 |
| 5*                 | 新港城                 | 馬鞍山路                   | 7            | 樂軒臺                 | 柴灣道                 |
| 6*                 | 馬鞍山市中心           | 馬鞍山市中心公共運輸交匯處 | 8            | 環翠商場               | 柴灣道                 |
| 7*                 | 福安花園               | 西沙路                     | 9            | 環翠邨澤翠樓           | 環翠道                 |
| 8*                 | 馬鞍山運動場           | 恒康街                     | 10           | 興華邨卓華樓           | 環翠道                 |
| 9*                 | 耀安邨耀謙樓           | 恒康街                     | 11           | 興華邨豐興樓           | 環翠道                 |
| 10                 | 錦駿苑                 | 馬鞍山路                   | 12           | 興華邨裕興樓           | 柴灣道                 |
| 11                 | 富安花園               | 恒德街                     | 13           | 天主教海星堂           | 柴灣道                 |
| 12                 | 亞公角                 | 亞公角街                   | 14           | 興民邨                 | 柴灣道                 |
| 13                 | 沙田醫院               | 亞公角街                   | 15           | 山翠苑                 | 柴灣道                 |
| 14                 | 新界鄉議局大樓         | 大涌橋路                   | 16           | 筲箕灣官立中學         | 柴灣道                 |
| 15                 | 小瀝源路草地滾球場     | 小瀝源路                   | 17           | 阿公岩道               | 柴灣道                 |
| 16                 | 小瀝源路遊樂場         | 小瀝源路                   | 18           | 南安里                 | 筲箕灣道               |
| 17                 | 歷奇單車場             | 小瀝源路                   | 19           | 新成街                 | 筲箕灣道               |
| 18                 | 大老山隧道巴士轉乘站   | 大老山公路                 | 20           | 海晏街                 | 筲箕灣道               |
| 19                 | 東區海底隧道巴士轉乘站 | 東區海底隧道               | 21           | 西灣河文娛中心         | 筲箕灣道               |
| 20                 | 健康村                 | 英皇道                     | 22           | 太富街                 | 筲箕灣道               |
| 21                 | 模範邨                 | 英皇道                     | 23           | 康怡廣場               | 康山道                 |
| 22                 | 北角官立小學           | 英皇道                     | 24           | 寶峰園                 | 英皇道                 |
| 23                 | 新威園                 | 英皇道                     | 25           | 新威園                 | 英皇道                 |
| 24                 | 船塢里                 | 英皇道                     | 26           | 民新街                 | 英皇道                 |
| 25                 | 太古城中心             | 英皇道                     | 27           | 健康村                 | 英皇道                 |
| 26                 | 太安樓                 | 筲箕灣道                   | 28           | 電照街                 | 電照街                 |
| 27                 | 海晏街                 | 筲箕灣道                   | 29           | 東區海底隧道巴士轉乘站 | 東區海底隧道           |
| 28                 | 愛秩序灣道             | 筲箕灣道                   | 30           | 大老山隧道巴士轉乘站   | 大老山公路             |
| 29                 | 南安里                 | 筲箕灣道                   | 31           | 源康街                 | 小瀝源路               |
| 30                 | 阿公岩道               | 柴灣道                     | 32           | 沙田第一城第27座       | 小瀝源路               |
| 31                 | 鯉魚門公園             | 柴灣道                     | 33           | 濱景花園               | 大涌橋路               |
| 32                 | 大潭道                 | 柴灣道                     | 34           | 沙田醫院               | 亞公角街               |
| 33                 | 東區醫院               | 柴灣道                     | 35           | 亞公角                 | 亞公角街               |
| 34                 | 高威閣                 | 柴灣道                     | 36           | 富安花園               | 亞公角街               |
| 35                 | 康民街                 | 柴灣道                     | 37           | 錦駿苑                 | 馬鞍山路               |
| 36                 | 怡泰街                 | 柴灣道                     | 38           | 耀安邨                 | 恒康街                 |
| 37                 | 漁灣邨                 | 柴灣道                     | 39           | 馬鞍山運動場           | 恒康街                 |
| 38                 | 常安街                 | 柴灣道                     | 40           | 福安花園               | 西沙路                 |
| 39                 | 富欣花園               | 小西灣道                   | 41           | 海柏花園               | 西沙路                 |
| 40                 | 富怡花園               | 小西灣道                   | 42           | 馬鞍山警署             | 馬鞍山路               |
| 41                 | 富景花園               | 小西灣道                   | 43           | 錦英苑                 | 錦英路                 |
| 42                 | 小西灣運動場           | 小西灣道                   | 44           | 錦龍苑                 | 錦英路                 |
| 43                 | 柴灣（東）             | 柴灣（東）巴士總站         | 45           | 烏溪沙村               | 西沙路                 |
|                    |                        |                            | 46           | 烏溪沙站               | 烏溪沙站公共運輸交匯處 |

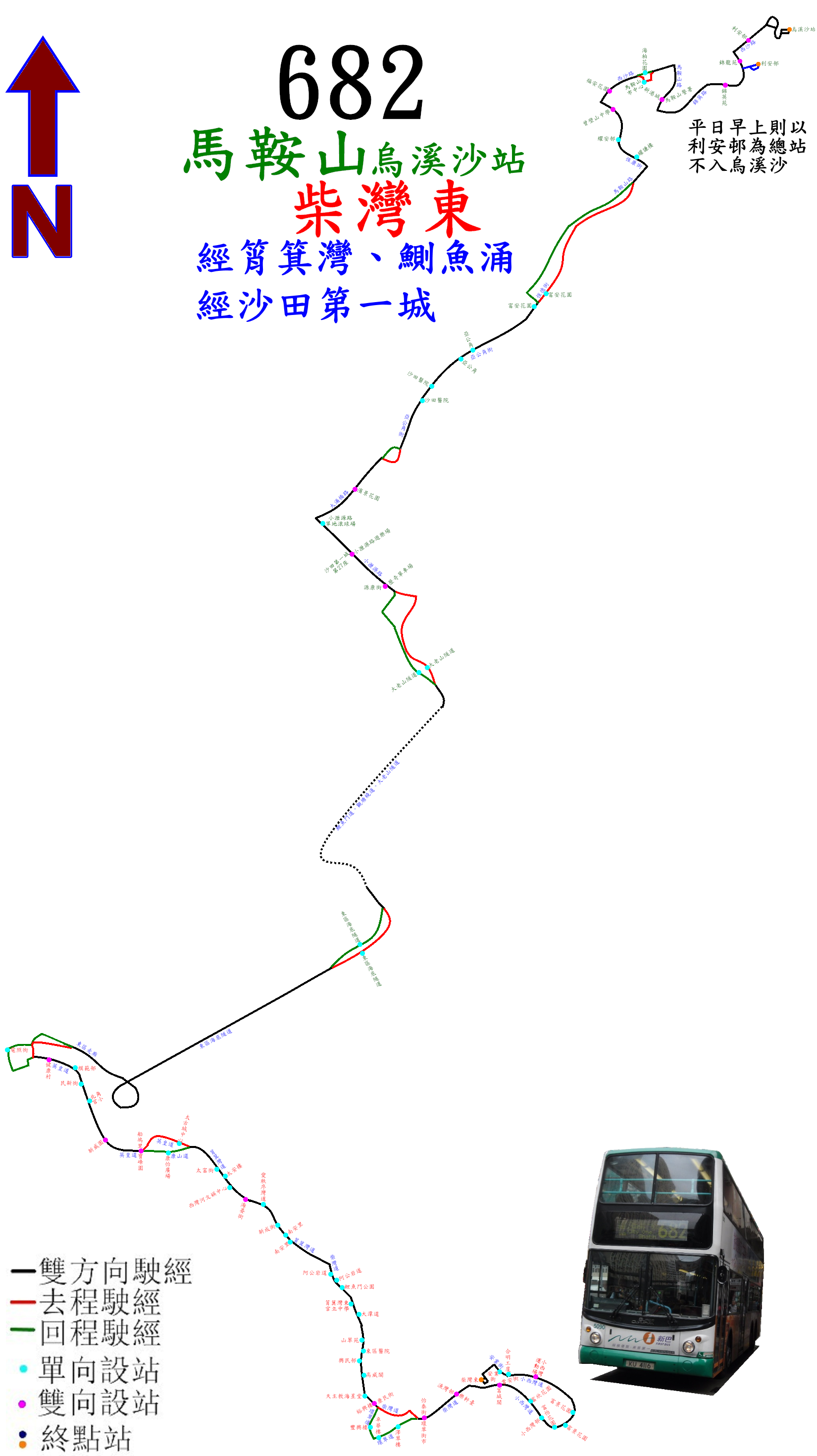
682線的走線圖

- 星期一至五07:28-08:13由利安開出的班次不停有 * 號之車站，期間改停靠有 ^ 號之車站

682A
| 馬鞍山市中心開 | 馬鞍山市中心開         | 馬鞍山市中心開             | 柴灣（東）開 | 柴灣（東）開           | 柴灣（東）開       |
| 序號           | 車站名稱               | 位置                       | 序號         | 車站名稱               | 位置               |
| -------------- | ---------------------- | -------------------------- | ------------ | ---------------------- | ------------------ |
| 1              | 馬鞍山市中心           | 馬鞍山市中心公共運輸交匯處 | 1            | 柴灣（東）             | 柴灣（東）巴士總站 |
| 2              | 福安花園               | 西沙路                     | 2            | 樂軒臺                 | 柴灣道             |
| 3              | 頌安邨                 | 西沙路                     | 3            | 環翠商場               | 柴灣道             |
| 4              | 錦鞍苑                 | 西沙路                     | 4            | 環翠邨澤翠樓           | 環翠道             |
| 5              | 欣安邨                 | 恆輝街                     | 5            | 興華邨卓華樓           | 環翠道             |
| 6              | 保泰街                 | 保泰街                     | 6            | 興華邨豐興樓           | 環翠道             |
| 7              | 德信中學               | 寧泰路                     | 7            | 興華邨裕興樓           | 柴灣道             |
| 8              | 錦泰苑                 | 寧泰路                     | 8            | 天主教海星堂           | 柴灣道             |
| 9              | 富安花園               | 富安花園巴士總站           | 9            | 興民邨                 | 柴灣道             |
| 10             | 亞公角                 | 亞公角街                   | 10           | 山翠苑                 | 柴灣道             |
| 11             | 沙田醫院               | 亞公角街                   | 11           | 筲箕灣官立中學         | 柴灣道             |
| 12             | 大老山隧道巴士轉乘站   | 大老山隧道                 | 12           | 阿公岩道               | 柴灣道             |
| 13             | 東區海底隧道巴士轉乘站 | 東區海底隧道               | 13           | 南安里                 | 筲箕灣道           |
| 14             | 健康村                 | 英皇道                     | 14           | 新成街                 | 筲箕灣道           |
| 15             | 模範邨                 | 英皇道                     | 15           | 海晏街                 | 筲箕灣道           |
| 16             | 北角官立小學           | 英皇道                     | 16           | 西灣河文娛中心         | 筲箕灣道           |
| 17             | 新威園                 | 英皇道                     | 17           | 太富街                 | 筲箕灣道           |
| 18             | 船塢里                 | 英皇道                     | 18           | 康怡廣場               | 康山道             |
| 19             | 太古城中心             | 英皇道                     | 19           | 寶峰園                 | 英皇道             |
| 20             | 太安樓                 | 筲箕灣道                   | 20           | 新威園                 | 英皇道             |
| 21             | 海晏街                 | 筲箕灣道                   | 21           | 民新街                 | 英皇道             |
| 22             | 愛秩序灣道             | 筲箕灣道                   | 22           | 健康村                 | 英皇道             |
| 23             | 南安里                 | 筲箕灣道                   | 23           | 電照街                 | 電照街             |
| 24             | 阿公岩道               | 柴灣道                     | 24           | 東區海底隧道巴士轉乘站 | 東區海底隧道       |
| 25             | 鯉魚門公園             | 柴灣道                     | 25           | 大老山隧道巴士轉乘站   | 大老山公路         |
| 26             | 大潭道                 | 柴灣道                     | 26           | 沙田醫院               | 亞公角街           |
| 27             | 東區醫院               | 柴灣道                     | 27           | 亞公角                 | 亞公角街           |
| 28             | 高威閣                 | 柴灣道                     | 28           | 富安花園               | 富安花園巴士總站   |
| 29             | 康民街                 | 柴灣道                     | 29           | 錦泰苑                 | 寧泰路             |
| 30             | 怡泰街                 | 柴灣道                     | 30           | 德信中學               | 寧泰路             |
| 31             | 漁灣邨                 | 柴灣道                     | 31           | 海典灣                 | 寧泰路             |
| 32             | 常安街                 | 柴灣道                     | 32           | 欣安邨                 | 恆輝街             |
| 33             | 柴灣（東）             | 柴灣（東）巴士總站         | 33           | 聽濤雅苑               | 西沙路             |
|                |                        |                            | 34           | 頌安邨                 | 西沙路             |
| 35             | 福安花園               |                            |              |                        | 西沙路             |
| 36             | 海柏花園               |                            |              |                        | 西沙路             |
| 37             | 雅典居                 |                            |              |                        | 西沙路             |
| 38             | 利安邨                 |                            |              |                        | 西沙路             |
| 39             | 烏溪沙站               | 烏溪沙站公共運輸交匯處     |              |                        |                    |
| 40             | 帝琴灣                 | 西沙路                     |              |                        |                    |
| 41             | 泥涌                   | 泥涌巴士總站               |              |                        |                    |

682B
| 水泉澳邨開 | 水泉澳邨開             | 水泉澳邨開           | 柴灣（東）開 | 柴灣（東）開           | 柴灣（東）開           |
| 序號       | 車站名稱               | 位置                 | 序號         | 車站名稱               | 位置                   |
| ---------- | ---------------------- | -------------------- | ------------ | ---------------------- | ---------------------- |
| 1          | 水泉澳邨               | 水泉澳公共運輸交匯處 | 1            | 柴灣（東）             | 柴灣（東）巴士總站     |
| 2          | 水泉澳邨月泉樓         | 博泉街               | 2            | 樂軒臺                 | 柴灣道                 |
| 3          | 博康邨博泰樓           | 水泉坳街             | 3            | 環翠商場               | 柴灣道                 |
| 4          | 崗背街休憩花園         | 沙田圍路             | 4            | 環翠邨澤翠樓           | 環翠道                 |
| 5          | 聖羅撒書院             | 銀城街               | 5            | 興華邨卓華樓           | 環翠道                 |
| 6#         | 愉田苑                 | 銀城街               | 6            | 興華邨豐興樓           | 環翠道                 |
| 7#         | 沙田第一城             | 沙田第一城巴士總站   | 7            | 興華邨裕興樓           | 柴灣道                 |
| 8#         | 沙田第一城第11座       | 銀城街               | 8            | 天主教海星堂           | 柴灣道                 |
| 9#         | 小瀝源路遊樂場         | 小瀝源路             | 9            | 興民邨                 | 柴灣道                 |
| 10#        | 小瀝源消防局           | 插桅杆街             | 10           | 山翠苑                 | 柴灣道                 |
| *          | 第一城站               | 插桅杆街             | 11           | 筲箕灣官立中學         | 柴灣道                 |
| 11         | 愉翠苑                 | 牛皮沙街             | 12           | 阿公岩道               | 柴灣道                 |
| 12         | 牛皮沙新村             | 牛皮沙街             | 13           | 南安里                 | 筲箕灣道               |
| 13         | 香港恒生大學           | 廣善街               | 14           | 新成街                 | 筲箕灣道               |
| 14         | 廣源邨廣柏樓           | 廣善街               | 15           | 海晏街                 | 筲箕灣道               |
| 15         | 小瀝源                 | 小瀝源路             | 16           | 西灣河文娛中心         | 筲箕灣道               |
| 16         | 大老山隧道巴士轉乘站   | 大老山隧道           | 17           | 太富街                 | 筲箕灣道               |
| 17         | 東區海底隧道巴士轉乘站 | 東區海底隧道         | 18           | 康怡廣場               | 康山道                 |
| 18         | 健康村                 | 英皇道               | 19           | 寶峰園                 | 英皇道                 |
| 19         | 模範邨                 | 英皇道               | 20           | 新威園                 | 英皇道                 |
| 20         | 北角官立小學           | 英皇道               | 21           | 民新街                 | 英皇道                 |
| 21         | 新威園                 | 英皇道               | 22           | 健康村                 | 英皇道                 |
| 22         | 船塢里                 | 英皇道               | 23           | 電照街                 | 電照街                 |
| 23         | 太古城中心             | 英皇道               | 24           | 東區海底隧道巴士轉乘站 | 東區海底隧道           |
| 24         | 太安樓                 | 筲箕灣道             | 25           | 大老山隧道巴士轉乘站   | 大老山公路             |
| 25         | 海晏街                 | 筲箕灣道             | 26           | 小瀝源                 | 小瀝源路               |
| 26         | 愛秩序灣道             | 筲箕灣道             | 27           | 廣源邨廣榕樓           | 廣善街                 |
| 27         | 南安里                 | 筲箕灣道             | 28           | 香港恒生大學           | 廣善街                 |
| 28         | 阿公岩道               | 柴灣道               | 29           | 牛皮沙新村             | 牛皮沙街               |
| 29         | 鯉魚門公園             | 柴灣道               | 30           | 愉翠苑                 | 牛皮沙街               |
| 30         | 大潭道                 | 柴灣道               | 31           | 沙田工業中心           | 插桅杆街               |
| 31         | 東區醫院               | 柴灣道               | 32           | 沙田第一城第27座       | 小瀝源路               |
| 32         | 高威閣                 | 柴灣道               | 33           | 沙田第一城第13座       | 大涌橋路               |
| 33         | 康民街                 | 柴灣道               | 34           | 富豪花園               | 大涌橋路               |
| 34         | 怡泰街                 | 柴灣道               | 35           | 麗豪酒店               | 大涌橋路               |
| 35         | 漁灣邨                 | 柴灣道               | 36           | 田園閣                 | 沙田圍路               |
| 36         | 常安街                 | 柴灣道               | 37           | 博康邨博泰樓           | 水泉坳街               |
| 37         | 柴灣（東）             | 柴灣（東）巴士總站   | 38           | 水泉澳邨城泉樓         | 博泉街                 |
|            |                        |                      | 39           | 水泉澳邨               | 水泉澳邨公共運輸交滙處 |

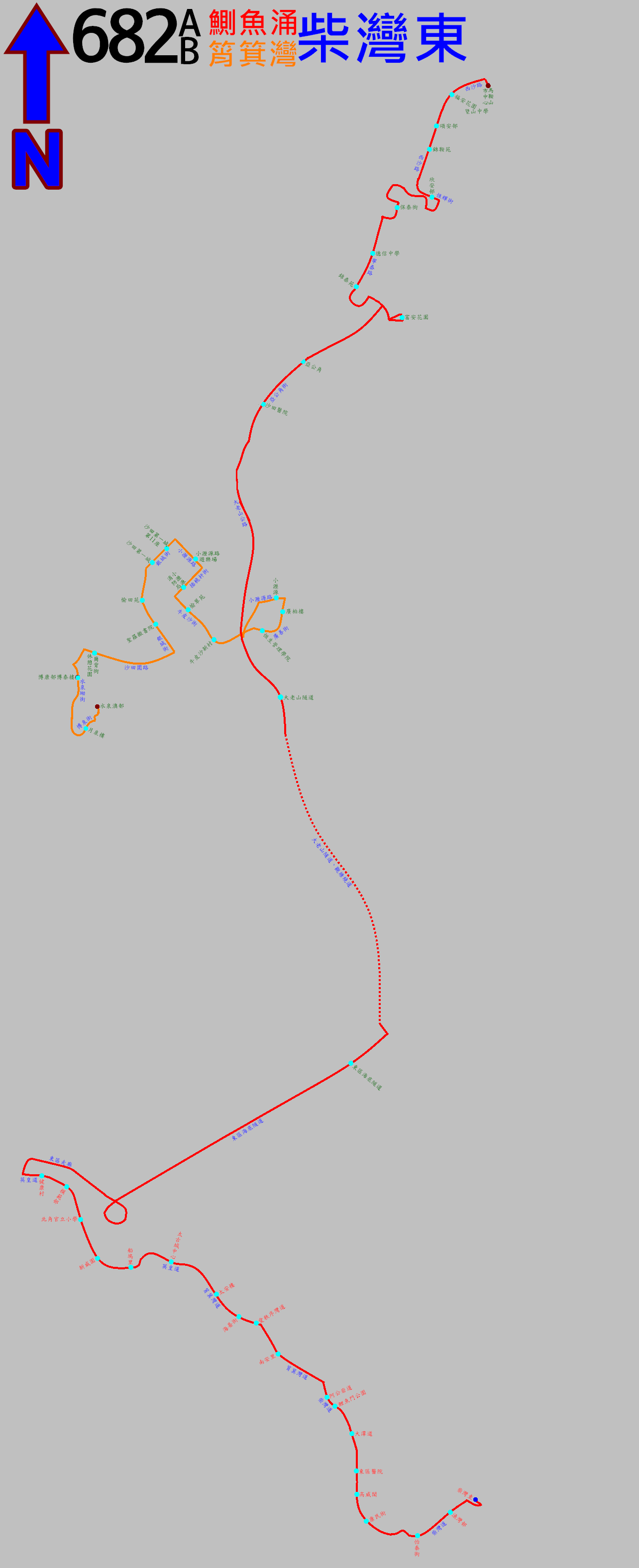
682A、682B及682P的走線圖，當中橙線表示682B駛經，而桃紅色則表示只有682P駛經

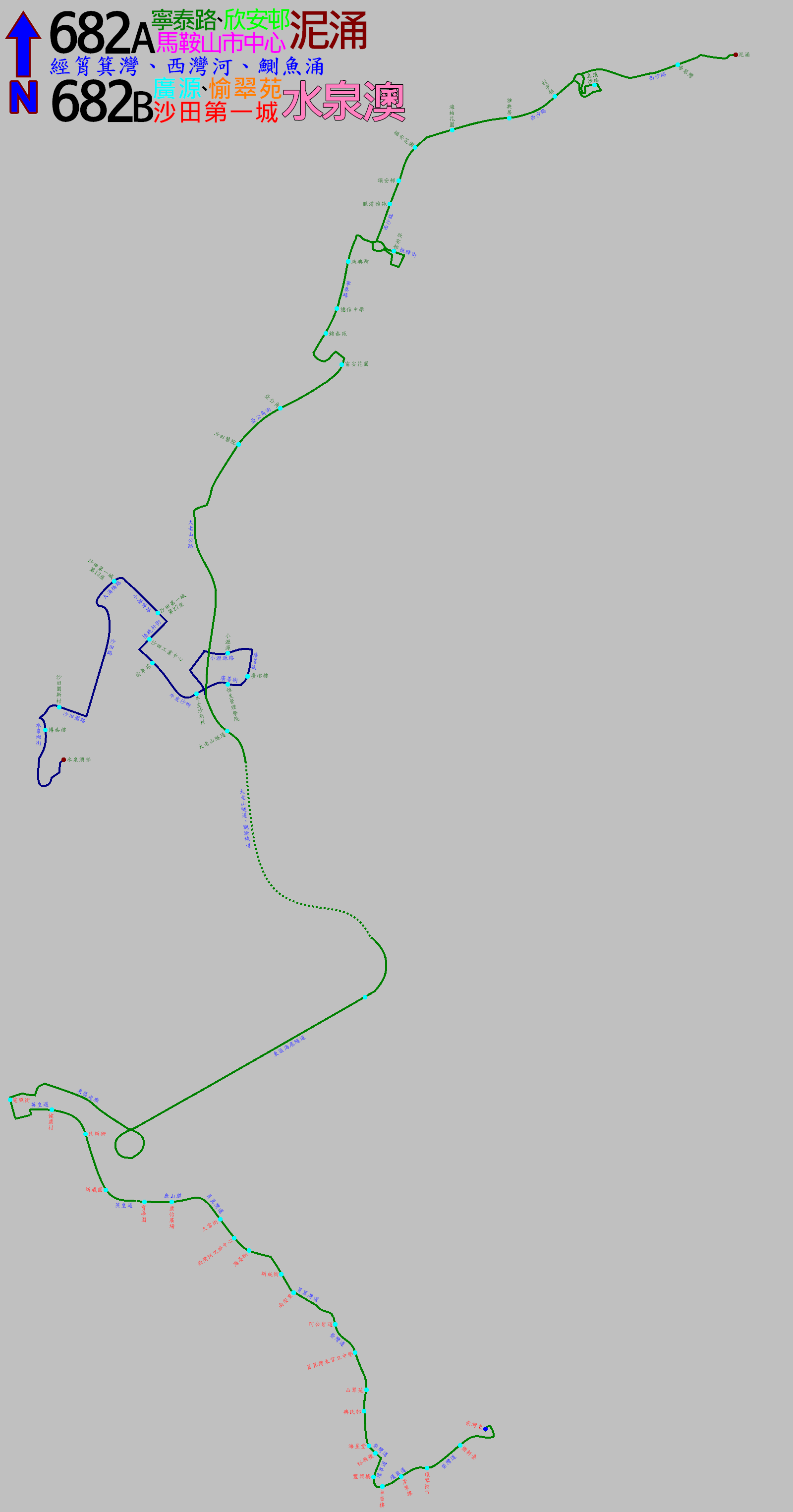
682A及682B往沙田方向的走線圖，當中深藍線表示682B在沙田端的走線

- 07:20、07:35、07:55班次不停有#號之分站；改停有*號之車站

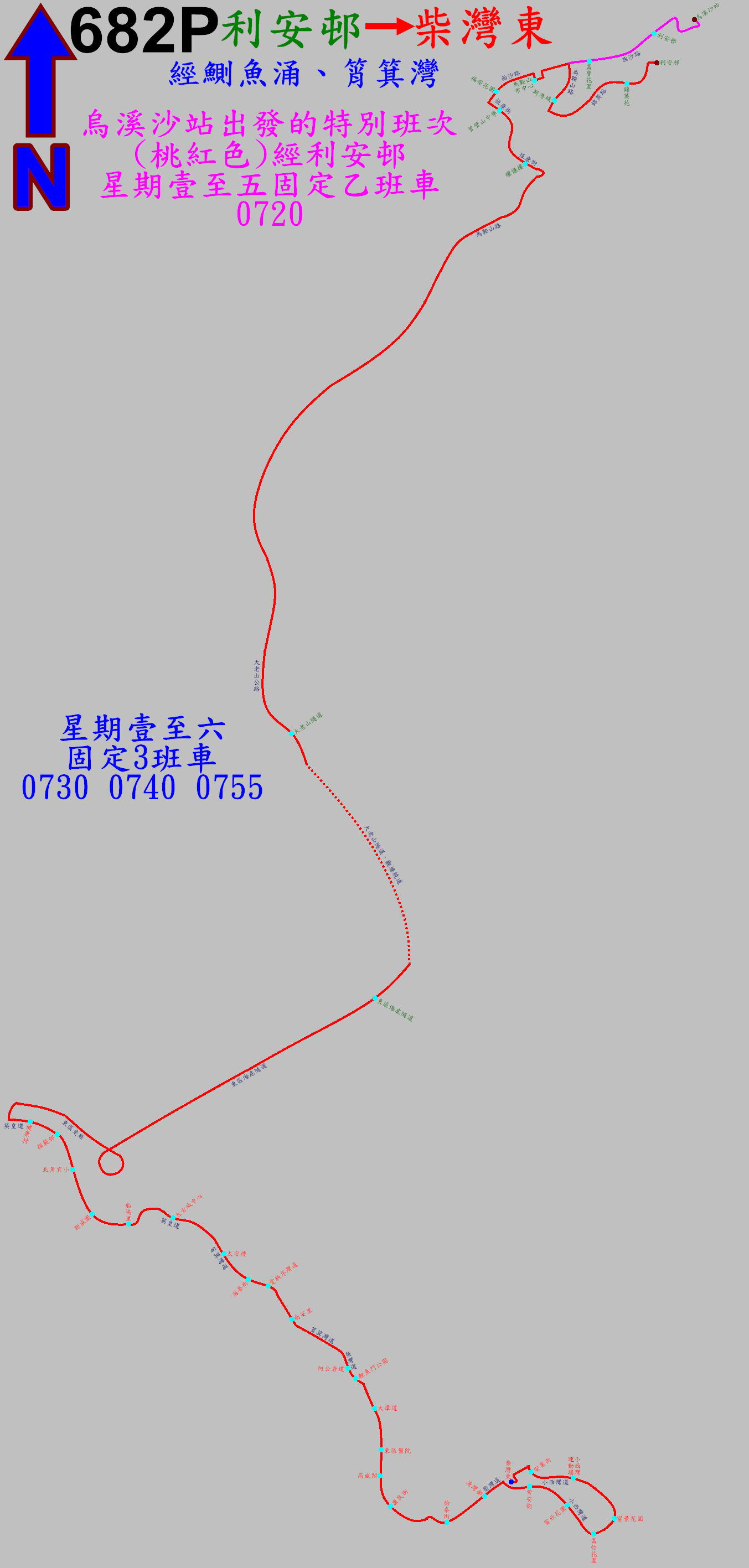
682P線的走線圖

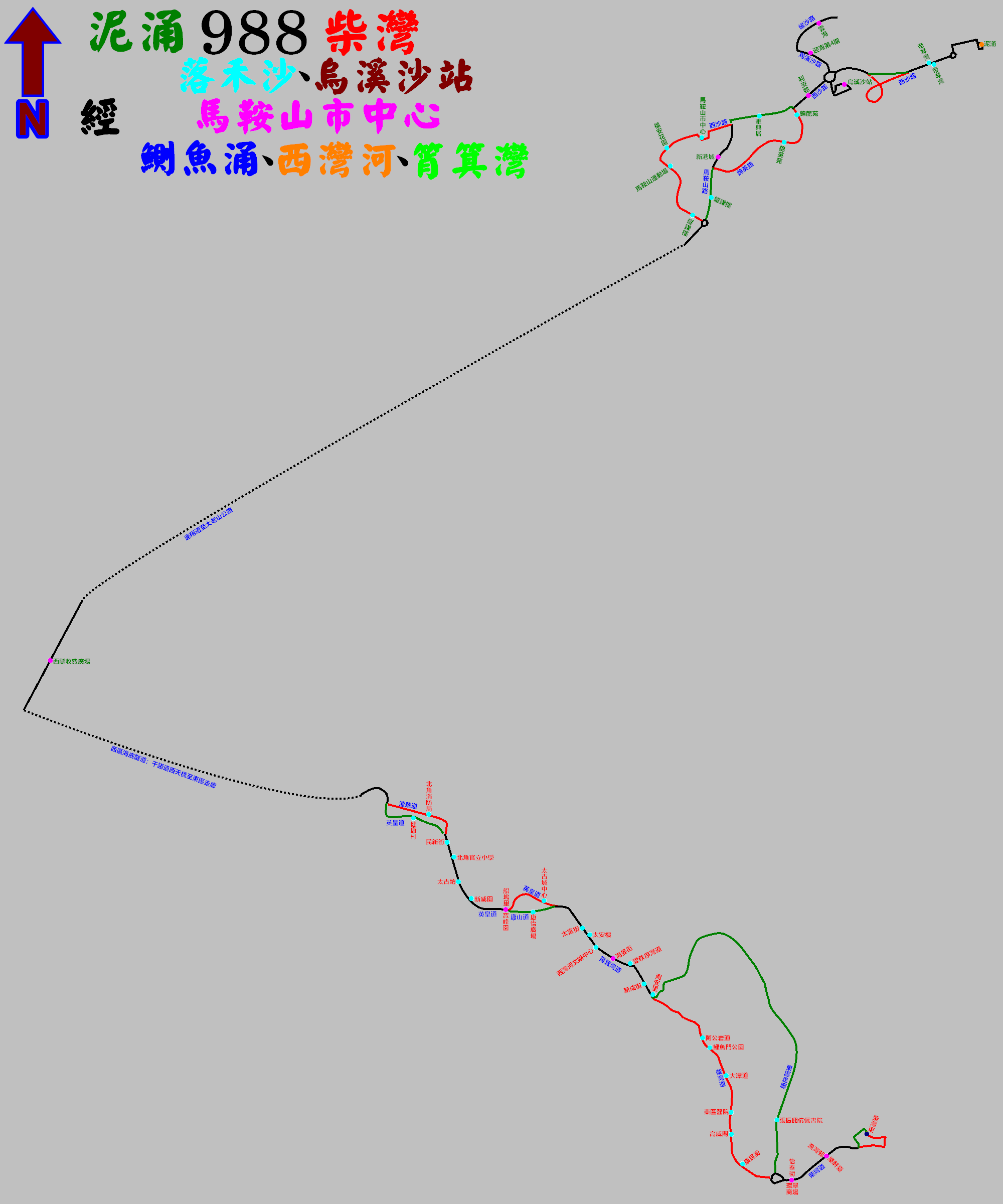
988線的走線圖

682P
| 烏溪沙站開             | 烏溪沙站開             | 烏溪沙站開                 |
| 序號                   | 車站名稱               | 位置                       |
| ---------------------- | ---------------------- | -------------------------- |
| 1                      | 烏溪沙站               | 烏溪沙站公共運輸交匯處     |
| 2                      | 利安邨利榮樓           | 西沙路                     |
| 3                      | 富寶花園               | 西沙路                     |
| 4                      | 馬鞍山市中心           | 馬鞍山市中心公共運輸交匯處 |
| 5                      | 福安花園               | 西沙路                     |
| 6                      | 馬鞍山運動場           | 恒康街                     |
| 7                      | 耀安邨耀謙樓           | 恒康街                     |
| 8                      | 錦駿苑                 | 馬鞍山路                   |
| 大老山公路             |                        |                            |
| 9                      | 大老山隧道巴士轉乘站   | 大老山隧道                 |
| 大老山隧道、觀塘繞道   |                        |                            |
| 10                     | 東區海底隧道巴士轉乘站 | 東區海底隧道               |
| 東區海底隧道；東區走廊 |                        |                            |
| 11                     | 健康村                 | 英皇道                     |
| 12                     | 模範邨                 | 英皇道                     |
| 13                     | 北角官立小學           | 英皇道                     |
| 14                     | 新威園                 | 英皇道                     |
| 15                     | 船塢里                 | 英皇道                     |
| 16                     | 太古城中心             | 英皇道                     |
| 17                     | 太安樓                 | 筲箕灣道                   |
| 18                     | 海晏街                 | 筲箕灣道                   |
| 19                     | 愛秩序灣道             | 筲箕灣道                   |
| 20                     | 南安里                 | 筲箕灣道                   |
| 21                     | 阿公岩道               | 柴灣道                     |
| 22                     | 鯉魚門公園             | 柴灣道                     |
| 23                     | 大潭道                 | 柴灣道                     |
| 24                     | 東區醫院               | 柴灣道                     |
| 25                     | 高威閣                 | 柴灣道                     |
| 26                     | 康民街                 | 柴灣道                     |
| 27                     | 怡泰街                 | 柴灣道                     |
| 28                     | 漁灣邨                 | 柴灣道                     |
| 29                     | 常安街                 | 柴灣道                     |
| 30                     | 柴灣（東）             | 柴灣（東）巴士總站         |

982C
| 碩門邨開                             | 碩門邨開               | 碩門邨開           |
| 序號                                 | 車站名稱               | 位置               |
| ------------------------------------ | ---------------------- | ------------------ |
| 1                                    | 碩門邨                 | 安明街             |
| 2                                    | 新界鄉議局大樓         | 大涌橋路           |
| 3                                    | 沙田第一城             | 沙田第一城巴士總站 |
| 4                                    | 沙田第一城第13座       | 大涌橋路           |
| 5                                    | 富豪花園               | 大涌橋路           |
| 6                                    | 麗豪酒店               | 大涌橋路           |
| 7                                    | 乙明邨                 | 大涌橋路           |
| 8                                    | 曾大屋                 | 大涌橋路           |
| 青沙公路；連翔道；西九龍公路         |                        |                    |
| 9                                    | 西區海底隧道巴士轉乘站 | 西區海底隧道       |
| 西區海底隧道；干諾道西天橋至東區走廊 |                        |                    |
| 10                                   | 北角消防局             | 渣華道             |
| 11                                   | 北角官立小學           | 英皇道             |
| 12                                   | 新威園                 | 英皇道             |
| 13                                   | 船塢里                 | 英皇道             |
| 14                                   | 太古城中心             | 英皇道             |
| 15                                   | 太康樓                 | 太康街             |

988
| 泥涌開 | 泥涌開                 | 泥涌開                     | 柴灣（東）開 | 柴灣（東）開           | 柴灣（東）開           |
| 序號   | 車站名稱               | 位置                       | 序號         | 車站名稱               | 位置                   |
| ------ | ---------------------- | -------------------------- | ------------ | ---------------------- | ---------------------- |
| 1      | 泥涌                   | 泥涌巴士總站               | 1            | 柴灣（東）             | 柴灣（東）巴士總站     |
| 2      | 帝琴灣                 | 西沙路                     | 2            | 樂軒臺                 | 柴灣道                 |
| 3      | 雲海                   | 耀沙路                     | 3            | 環翠商場               | 柴灣道                 |
| 4      | 迎海（第四期）         | 烏溪沙路                   | 4            | 張振興伉儷書院         | 東區走廊               |
| 5      | 烏溪沙站               | 烏溪沙站公共運輸交匯處     | 5            | 新成街                 | 筲箕灣道               |
| 6      | 利安邨利榮樓           | 西沙路                     | 6            | 海晏街                 | 筲箕灣道               |
| 7      | 錦龍苑                 | 錦英路                     | 7            | 西灣河文娛中心         | 筲箕灣道               |
| 8      | 錦英苑                 | 錦英路                     | 8            | 太富街                 | 筲箕灣道               |
| 9      | 新港城                 | 馬鞍山路                   | 9            | 康怡廣場               | 康山道                 |
| 10     | 馬鞍山市中心           | 馬鞍山市中心公共運輸交匯處 | 10           | 寶峰園                 | 英皇道                 |
| 11     | 福安花園               | 西沙路                     | 11           | 太古坊                 | 英皇道                 |
| 12     | 馬鞍山運動場           | 恒康街                     | 12           | 民新街                 | 英皇道                 |
| 13     | 耀安邨耀謙樓           | 恒康街                     | 13           | 健康村                 | 英皇道                 |
| 14     | 西區海底隧道巴士轉乘站 | 西區海底隧道               | 14           | 西區海底隧道巴士轉乘站 | 西區海底隧道           |
| 15     | 北角消防局             | 渣華道                     | 15           | 耀安邨耀遜樓           | 馬鞍山路               |
| 16     | 北角官立小學           | 英皇道                     | 16           | 新港城                 | 馬鞍山路               |
| 17     | 新威園                 | 英皇道                     | 17           | 雅典居                 | 西沙路                 |
| 18     | 船塢里                 | 英皇道                     | 18           | 烏溪沙村               | 西沙路                 |
| 19     | 太古城中心             | 英皇道                     | 19           | 烏溪沙站               | 烏溪沙站公共運輸交匯處 |
| 20     | 太安樓                 | 筲箕灣道                   | 20           | 雲海                   | 耀沙路                 |
| 21     | 海晏街                 | 筲箕灣道                   | 21           | 迎海（第四期）         | 烏溪沙路               |
| 22     | 愛秩序灣道             | 筲箕灣道                   | 22           | 帝琴灣                 | 西沙路                 |
| 23     | 南安里                 | 筲箕灣道                   | 23           | 泥涌                   | 泥涌巴士總站           |
| 24     | 阿公岩道               | 柴灣道                     |              |                        |                        |
| 25     | 鯉魚門公園             | 柴灣道                     |              |                        |                        |
| 26     | 大潭道                 | 柴灣道                     |              |                        |                        |
| 27     | 東區醫院               | 柴灣道                     |              |                        |                        |
| 28     | 高威閣                 | 柴灣道                     |              |                        |                        |
| 29     | 康民街                 | 柴灣道                     |              |                        |                        |
| 30     | 怡泰街                 | 柴灣道                     |              |                        |                        |
| 31     | 漁灣邨                 | 柴灣道                     |              |                        |                        |
| 32     | 柴灣（東）             | 柴灣（東）巴士總站         |              |                        |                        |

## 客量
682
682途經石門工業區及鰂魚涌、康山一帶商廈，繁忙時間出現雙向頂閘，非繁忙時間及假日也有不少在筲箕灣至太古城沿途消遣的客源支撐，故此全日客量不俗。惟往返柴灣及小西灣車程較冗長，較少該區乘客選乘。
682A
根據歷年巴士路線計劃中的資料顯示，在2021年，682A最繁忙一小時載客率為63%。
682B
根據歷年巴士路線計劃中的資料顯示，在2021年，682B最繁忙一小時載客率為73%。
682P
根據歷年巴士路線計劃中的資料顯示，在2022年，682P平均每班的載客率為47%。
982C
根據歷年巴士路線計劃中的資料顯示，在2024年，982C平均每班的載客率為49%。
988
根據巴士路線計劃及其他文件，在2022年2月，載客，平均每班載客率為60%。同年6月，最繁忙一小時平均載客率約40%

## 外部連結
- 過海隧道巴士682線官方網站路線資料[]
- 過海隧道巴士682A線官方網站路線資料[]
- 過海隧道巴士682B線官方網站路線資料[]
- 過海隧道巴士682C線官方網站路線資料[]
- 過海隧道巴士682P線官方網站路線資料[]

- 過海隧道巴士682線路線資料 （页面存档备份，存于）
- 過海隧道巴士682A線路線資料 （页面存档备份，存于）
- 過海隧道巴士682B線路線資料 （页面存档备份，存于）
- 過海隧道巴士682P線路線資料 （页面存档备份，存于）
- 過海隧道巴士682線詳細時間表 （页面存档备份，存于）
- 681巴士總站－682線 （页面存档备份，存于）
- 681巴士總站－682A線 （页面存档备份，存于）
- 681巴士總站－682B線 （页面存档备份，存于）
- 681巴士總站－682P線 （页面存档备份，存于）